# تپه سرچیا ۲
تپه سرچیا ۲ مربوط به عصر آهن ۲ - دوره اشکانیان - دوره ساسانیان است و در شهرستان کوهدشت، بخش طرهان، ۳۰۰ متری جنوب غرب شهر گراب واقع شده و این اثر در تاریخ ۲۸ اسفند ۱۳۸۵ با شمارهٔ ثبت ۱۸۳۱۱ به‌عنوان یکی از آثار ملی ایران به ثبت رسیده است.